# Fantasy Filmfest 2007
Das 21. Fantasy Filmfest (2007) fand in der Zeit vom 24. Juli bis 22. August für jeweils eine Woche in den Städten Berlin, Bochum, Frankfurt, Hamburg, Köln, München, Nürnberg und Stuttgart statt. Die Focus Asia Nights mit dem Schwerpunkt Asiatisches Kino fanden Ende November bzw. Anfang Dezember in einigen Festivalstädten statt, wie auch die Fantasy Filmfest Nights im März nur in einigen Festivalstädten stattfanden.

## Liste der gezeigten Filme
| Titel                                              | Regisseur                                                 | Sparte             |
| -------------------------------------------------- | --------------------------------------------------------- | ------------------ |
| 13 Beloved                                         | Chookiat Sakveerakul                                      | Focus Asia Nights  |
| The Abandoned – Die Verlassenen                    | Nacho Cerdà                                               | Official Selection |
| All the Boys Love Mandy Lane                       | Jonathan Levine                                           | Fresh Blood        |
| Alone                                              | Banjong Pisanthanakun und Parkpoom Wongpoom               | Focus Asia Nights  |
| An American Crime                                  | Tommy O’Haver                                             | Official Selection |
| La Antena                                          | Esteban Sapir                                             | Centerpiece        |
| The Banquet                                        | Feng Xiaogang                                             | Focus Asia         |
| Battle of Kingdoms - Festung der Helden            | Chi Leung 'Jacob' Cheung                                  | Focus Asia Nights  |
| Black Sheep                                        | Jonathan King                                             | Opening Night      |
| Black Water                                        | David Nerlich und Andrew Traucki                          | Official Selection |
| Botched – Voll verkackt!                           | Kit Ryan                                                  | Midnight Madness   |
| Anderland                                          | Jens Lien                                                 | Official Selection |
| Bug                                                | William Friedkin                                          | Official Selection |
| Cold Prey – Eiskalter Tod                          | Roar Uthaug                                               | Official Selection |
| Confession of Pain                                 | Wai-keung Lau und Alan Mak                                | Focus Asia         |
| Counter Investigation – Kein Mord bleibt ungesühnt | Franck Mancuso                                            | French Connection  |
| Truands – Die City Krieger                         | Frédéric Schoendoerffer                                   | French Connection  |
| The Cold Hour                                      | Elio Quiroga                                              | Official Selection |
| Wächter des Tages – Dnevnoi Dozor                  | Timur Nuruachitowitsch Bekmambetow                        | Closing Night Gala |
| Dead Daughters                                     | Pavel Ruminov                                             | Official Selection |
| Dead Gill                                          | Karen Moncrieff                                           | FFF Nights         |
| Dead Silence                                       | James Wan                                                 | Official Selection |
| Death Note                                         | Shusuke Kaneko                                            | Focus Asia         |
| Death Note – The Last Name                         | Shusuke Kaneko                                            | Focus Asia         |
| Death Sentence – Todesurteil                       | James Wan                                                 | Sneak Preview      |
| The Deaths of Ian Stone                            | Dario Piana                                               | Fresh Blood        |
| The Devil Dared Me To                              | Chris Stapp                                               | Midnight Madness   |
| Dhoom – Back in Action                             | Sanjay Gadhvi                                             | Focus Asia         |
| Disturbia                                          | D. J. Caruso                                              | Official Selection |
| Dog Bite Dog                                       | Cheang Pou-Soi                                            | FFF Nights         |
| Dragon Tiger Gate                                  | Wilson Yip                                                | FFF Nights         |
| Edmond                                             | Stuart Gordon                                             | Official Selection |
| End of the Line - Gott liebt Dich                  | Maurice Devereaux                                         | Midnight Madness   |
| Ex Drummer                                         | Koen Mortier                                              | Fresh Blood        |
| Exte: Hair Extensions                              | Sion Sono                                                 | Focus Asia         |
| Fair Play - Spiel ohne Regeln                      | Lionel Baillou                                            | French Connection  |
| The Ferryman – Jeder muss zahlen                   | Chris Graham                                              | Fresh Blood        |
| Fido – Gute Tote sind schwer zu finden             | Andrew Currie                                             | Official Selection |
| Film Noir                                          | D. Jud Jones und Risto Topaloski                          | Official Selection |
| Fissures                                           | Alanté Kavaïté                                            | French Connection  |
| Flash Point – Dou fo sin                           | Wilson Yip                                                | Focus Asia Nights  |
| Free Jimmy                                         | Christopher Nielsen                                       | Official Selection |
| Das Mädchen, das durch die Zeit sprang             | Mamoru Hosoda                                             | Focus Asia         |
| The Gravedancers – Ruhe nicht in Frieden!          | Mike Mendez                                               | Midnight Madness   |
| Hallam Foe – This Is My Story                      | David Mackenzie                                           | Official Selection |
| The Hamiltons                                      | Mitchell Altieri und Phil Flores aka The Butcher Brothers | Official Selection |
| Highlander – Die Macht der Vergeltung              | Yoshiaki Kawajiri                                         | Focus Asia Nights  |
| The Hills Have Eyes 2                              | Martin Weisz                                              | FFF Nights         |
| I’m a Cyborg, But That’s OK                        | Park Chan-wook                                            | Focus Asia         |
| Joshua – Der Erstgeborene (Joshua)                 | George Ratliff                                            | Special Screening  |
| Kaltmiete                                          | Gregor Buchkremer                                         | Official Selection |
| KM 31 - Der Tod wartet bei Kilometer 31            | Rigoberto Castañeda                                       | Official Selection |
| The Last Winter                                    | Larry Fessenden                                           | Official Selection |
| Live!                                              | Bill Guttentag                                            | Official Selection |
| The Living and the Dead                            | Simon Rumley                                              | Official Selection |
| London to Brighton                                 | Paul Andrew Williams                                      | Fresh Blood        |
| Die Regeln der Gewalt                              | Scott Frank                                               | Official Selection |
| Macbeth                                            | Geoffrey Wright                                           | Official Selection |
| The Messengers                                     | Oxide Pang und Danny Pang                                 | Official Selection |
| Mr. Brooks – Der Mörder in Dir                     | Bruce A. Evans                                            | Official Selection |
| Mushishi                                           | Katsuhiro Otomo                                           | Focus Asia         |
| Nightmare Detective                                | Shin’ya Tsukamoto                                         | FFF Nights         |
| Nimmermeer                                         | Toke Constantin Hebbeln                                   | Official Selection |
| OSS 117 – Der Spion, der sich liebte               | Michel Hazanavicius                                       | French Connection  |
| Out of the Blue – 22 Stunden Angst                 | Robert Sarkies                                            | Fresh Blood        |
| Paprika                                            | Satoshi Kon                                               | Focus Asia         |
| Paragraph 78 – Das Spiel des Todes                 | Michail Chleborodow                                       | Official Selection |
| Perfect Creature                                   | Glenn Standring                                           | Special Screening  |
| Die Vorahnung                                      | Mennan Yapo                                               | Official Selection |
| Princess                                           | Anders Morgenthaler                                       | FFF Nights         |
| Protégé                                            | Derek Yee                                                 | Focus Asia Nights  |
| The Restless                                       | Cho Dong-oh                                               | Focus Asia         |
| Retribution                                        | Kiyoshi Kurosawa                                          | Focus Asia         |
| Rise: Blood Hunter                                 | Sebastian Gutierrez                                       | Fresh Blood        |
| Saat des Todes                                     | Régis Wargnier                                            | French Connection  |
| Shadowboxer                                        | Lee Daniels                                               | Official Selection |
| The Signal                                         | David Brucker, Jacob Gentry und Dan Bush                  | Fresh Blood        |
| Die Schlange                                       | Éric Barbier                                              | French Connection  |
| Soo                                                | Yoichi Sai                                                | Focus Asia Nights  |
| Storm Warning                                      | Jamie Blanks                                              | Midnight Madness   |
| Stuck                                              | Stuart Gordon                                             | Official Selection |
| Sunshine                                           | Danny Boyle                                               | FFF Nights         |
| Die Chroniken von Erdsee                           | Gorō Miyazaki                                             | Focus Asia         |
| Timber Falls                                       | Tony Giglio                                               | Official Selection |
| Bloody Reunion                                     | Dae-wung Lim                                              | Focus Asia         |
| Turistas                                           | John Stockwell                                            | FFF Nights         |
| Unrest                                             | Jason Todd Ipson                                          | Midnight Madness   |
| Uro                                                | Stefan Faldbakken                                         | Official Selection |
| In der Glut der Sonne (UV)                         | Gilles Paquet-Brenner                                     | French Connection  |
| WΔZ – Welche Qualen erträgst du?                   | Tom Shankland                                             | Fresh Blood        |
| Cannibals – Welcome to the Jungle                  | Jonathan Hensleigh                                        | Midnight Madness   |
| Wolfhound                                          | Nikolay Lebedev                                           | Official Selection |
| XX                                                 | Kenta Fukasaku                                            | Focus Asia Nights  |
| Yo-Yo Girl Cop                                     | Kenta Fukasaku                                            | Focus Asia         |

Neben dem Langfilmprogramm wurden unter dem Titel Get Shorty diverse Kurzfilme gezeigt, u. a. Lille Lise von Benjamin Holmsteen.